# Placidozoa
A Placidozoa a sárgásmoszatok (Stramenopila) Opalozoa altörzsének lehetséges csoportja. Hasonló csoport az Opalinozoa, mely azonban a Placidozoával szemben tartalmazza a Bikoseát is.

## Történet
2013-ban írták le Thomas Cavalier-Smith és Josephine M. Scoble a parafiletikus Wobblata és a feltehetően monofiletikus Opalinata főosztállyal. Korábbi rendszertanok a Bigyra tagjaként írták le, de Cho  et al. 2024-ben kimutatták, hogy a Bigyra parafiletikus.

## Filogenetika
2016-ban Philippe Silar az alábbi filogenetikai csoportosítást javasolta:
|           | Opalomonadea                                              |
|           |                                                           |
| Opalinata | \| \| Blastocystea \| \| \| \| \| \| Opalinea \| \| \| \| |
|           | \| \| Blastocystea \| \| \| \| \| \| Opalinea \| \| \| \| |
|           | Blastocystea                                              |
|           |                                                           |
|           | Opalinea                                                  |
|           |                                                           |

|  | Blastocystea |
|  |              |
|  | Opalinea     |
|  |              |

|           | Opalomonadea                                              |
|           |                                                           |
| Opalinata | \| \| Blastocystea \| \| \| \| \| \| Opalinea \| \| \| \| |
|           | \| \| Blastocystea \| \| \| \| \| \| Opalinea \| \| \| \| |
|           | Blastocystea                                              |
|           |                                                           |
|           | Opalinea                                                  |
|           |                                                           |

|  | Blastocystea |
|  |              |
|  | Opalinea     |
|  |              |

|           | Opalomonadea                                              |
|           |                                                           |
| Opalinata | \| \| Blastocystea \| \| \| \| \| \| Opalinea \| \| \| \| |
|           | \| \| Blastocystea \| \| \| \| \| \| Opalinea \| \| \| \| |
|           | Blastocystea                                              |
|           |                                                           |
|           | Opalinea                                                  |
|           |                                                           |

|  | Blastocystea |
|  |              |
|  | Opalinea     |
|  |              |

|           | Opalomonadea                                              |
|           |                                                           |
| Opalinata | \| \| Blastocystea \| \| \| \| \| \| Opalinea \| \| \| \| |
|           | \| \| Blastocystea \| \| \| \| \| \| Opalinea \| \| \| \| |
|           | Blastocystea                                              |
|           |                                                           |
|           | Opalinea                                                  |
|           |                                                           |

|  | Blastocystea |
|  |              |
|  | Opalinea     |
|  |              |

A Placidozoa testvércsoportja Silar rendszertana szerint a Bikosea.

## Rendszertan
A Placidozoába az alábbi csoportok tartoznak Cavalier-Smith 2013-as tanulmánya szerint:
- Wobblata Cavalier-Smith 2006 stat. n. 2013 (parafiletikus)
  - Placididea Moriya, Nakayama et Inouye 2002
    - Placidida Moriya, Nakayama et Inouye 2002 [Placidae Cavalier-Smith 2006]
      - Placidiaceae Moriya, Nakayama et Inouye 2002
        - Pendulomonas Tong 1997
        - Placidia Moriya, Nakayama et Inouye 2002
        - Wobblia Moriya, Nakayama et Inouye 2000
        - Allegra Rybarski et al. 2015

  - Nanomonadea Cavalier-Smith 2013
    - Uniciliatida Cavalier-Smith 2013
      - Solenicolidae Cavalier- Smith 2013
        - Solenicola Pavillard 1916

      - Incisomonadidae Cavalier-Smith et Scoble 2013
        - Incisomonas Scoble et Cavalier-Smith 2013

  - Opalomonadea Cavalier-Smith 2013
    - Barthelona Bernard, Simpson et Patterson 2000
    - Quasibodo Bernard, Simpson et Patterson 2000
- Opalinata Wenyon 1926 emend. Cavalier-Smith 1996 stat. n. 2006
  - Blastocystea Zierdt et al. 1967 [Blastocysta Zierdt 1978; Blastocystina Zierdt 1978]
    - Blastocystida Zierdt 1978
      - Blastocystidae Jiang et He 1988 non Jaekel 1918
        - Blastocystis Alexeev 1911 non Jaekel 1918

  - Opalinea Wenyon 1926 stat. n. Cavalier-Smith 1993 emend. Cavalier-Smith 2013 
    - Proteromonadida Grassé 1952 emend. Cavalier-Smith 1993 [Proteromonadea Caval.-Sm. 1997]
      - Proteromonadidae Grassé 1952
        - Proteromonas Kunstler 1883 [Prowazekella Alexeieff 1912]

    - Opalinida Poche 1913 stat. n. Hall 1953 emend. Cavalier-Smith
      - Karotomorphidae Travis 1934 [Karotomorphida Cavalier-Smith 1993]
        - Karotomorpha Travis 1934 [Tetramastix Alexeieff 1916 non Zacharias 1898]

      - Opalinidae Claus 1874 
        - Bezzenbergia Earl 1973
        - Hegneriella Earl 1971
        - Cepedea Metcalf 1920
        - Opalina Purkinje et Valentin 1835
        - Protozelleriella Delvinquier, Markus et Passmore 1991
        - Zelleriella Metcalf 1920
        - Protoopalina Metcalf 1918

Egyes csoportok később kikerültek a sárgásmoszatok közül, például a Barthelona ma a Metamonada nemzetsége, mások, például a Quasibodo ismeretlen helyzetűek az eukariótákon belül.

## Morfológia
Az Opalinida viszonylag nagy – akár 3 mm-es –, többmagvú (2–200) ostoros vagy csillós egysejtű, ezért sokáig csillósoknak tekintették.

## Jelentőség
Egyes fajai, például a Blastocystis spp. embert és más állatokat egyaránt fertőző paraziták.

## Fordítás
Ez a szócikk részben vagy egészben  a   Placidozoa című angol Wikipédia-szócikk ezen változatának fordításán alapul.  Az eredeti cikk szerkesztőit annak laptörténete sorolja fel. Ez a jelzés csupán a megfogalmazás eredetét és a szerzői jogokat jelzi, nem szolgál a cikkben szereplő információk forrásmegjelöléseként.